# Susanna Hoefnagel

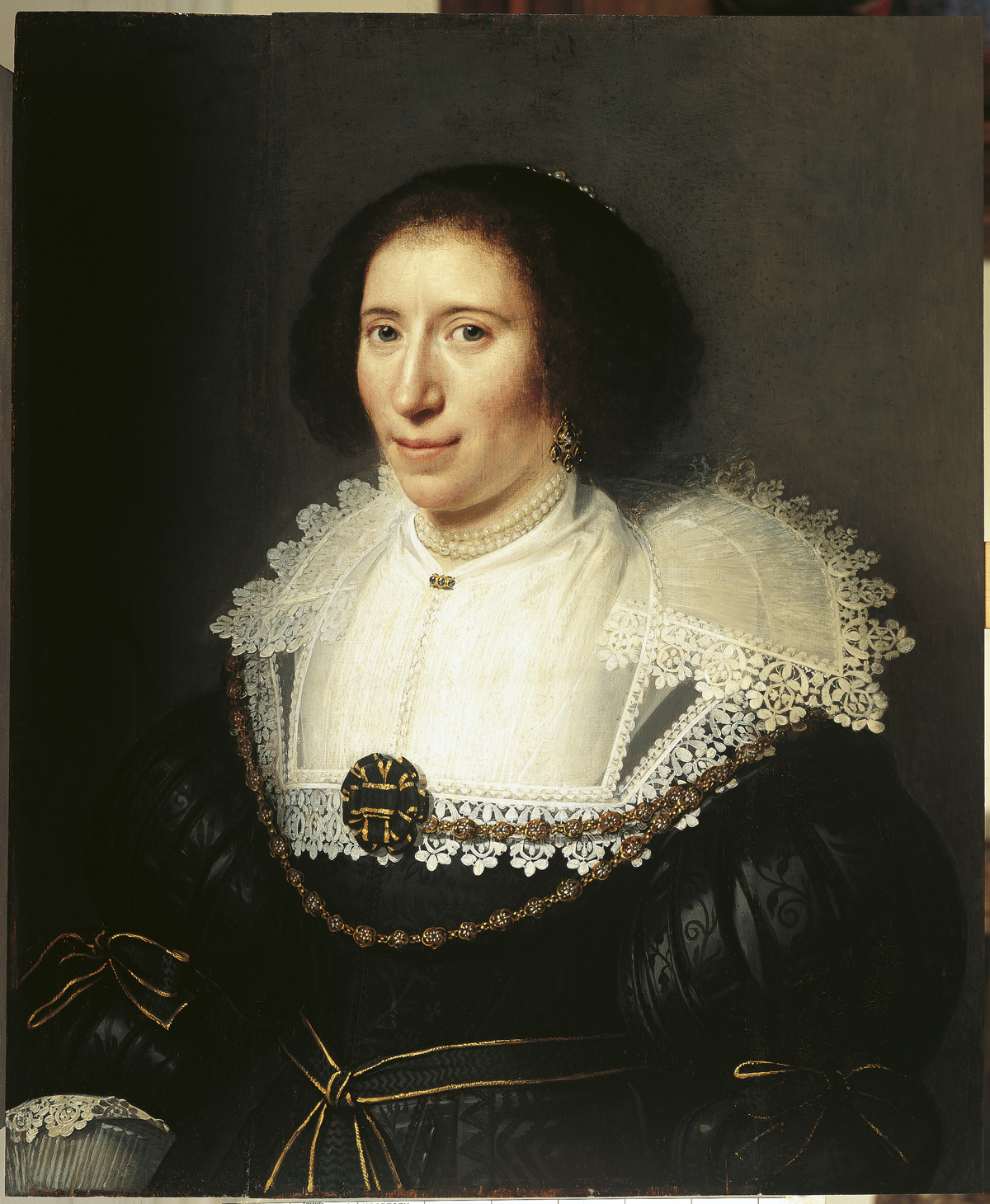
Portret van Susanna Hoefnagel, ca. 1628, Michiel van Mierevelt

Susanna Hoefnagel (Antwerpen, 28 oktober 1561 – Den Haag, 16 mei 1633) was een dochter van Jacob Hoefnagel (overleden voor 1585) en Elisabeth Veselaer. Susanna Hoefnagel was een zuster van de Antwerpse schilder Joris Hoefnagel.
Susanna Hoefnagel trouwde op 5 september 1592 (ondertrouw 26 augustus 1592) te Amsterdam met Christiaan Huygens (1551-1624), secretaris van de Raad van State. Het echtpaar vestigde zich in Den Haag. Uit hun huwelijk werden twee zoons, Maurits Huygens en Constantijn Huygens, en vier dochters geboren, van wie er twee jong stierven. Dochter Geertruid trouwde met Philips Doubleth en was de moeder van Philips Doubleth (1633-1707). Dochter Constance trouwde met David le Leu de Wilhem (1588-1658).
Van Susanna Hoefnagel zijn onder meer brieven aan haar zoon Constantijn Huygens bewaard gebleven.